# حسين أميني
حسين أميني (ولد عام 1966) هو كاتب سيناريو إيراني. كتب سيناريو العديد من الأفلام منها : أجنحة الحمامة وقيادة وشانجهای ومسلسل مكمافيا.

## روابط خارجية
- حسين أميني على موقع IMDb (الإنجليزية)
- حسين أميني على موقع ألو سيني (الفرنسية)
- حسين أميني على موقع أول موفي (الإنجليزية)
- حسين أميني على موقع بوكس أوفيس موجو (الإنجليزية)
- حسين أميني على موقع قاعدة بيانات الأفلام السويدية (السويدية)
- حسين أميني على موقع قاعدة بيانات الفيلم (الإنجليزية)
- حسين أميني على موقع كينوبويسك (الروسية)